# Bangana elegans
Bangana elegans är en fiskart som beskrevs av Kottelat, 1998. Bangana elegans ingår i släktet Bangana och familjen karpfiskar. IUCN kategoriserar arten globalt som nära hotad. Inga underarter finns listade.